# Schweizer Salinen
Die Schweizer Salinen ist ein Schweizer Unternehmen zur Salzgewinnung und -verarbeitung mit Unternehmenssitz in Pratteln im Kanton Basel-Landschaft. Es zählt ca. 220 Mitarbeitende, fördert bis zu 600'000 Tonnen Salz pro Jahr und beliefert sämtliche Schweizer Kantone mit Auftausalz. Anteilseigner sind alle Kantone der Schweiz und das Fürstentum Liechtenstein. Der Jahresumsatz der Schweizer Salinen AG lag im Jahr 2019 bei 115,6 Mio. Schweizer Franken.

## Geschichte

### Die Gründung der ersten Salinen (1821 bis 1845)
Im Jahr 1821 beginnt Carl Christian Friedrich Glenck aufgrund von Hinweisen von Peter Merian in der Nordwestschweiz nach Salz zu suchen. Er wird schliesslich am 30. Mai 1836 in Muttenz beim Roten Haus am Rhein in einer Tiefe von 107 Metern fündig. Aufgrund von Differenzen mit Landeigentümern um das Fundloch gründete er am 7. Juni 1837 die Saline Glenck, Kornmann & Co. in der Nachbargemeinde Pratteln, im heutigen Gebiet der Schweizerhalle. Vier Jahre später, 1841, stösst Johann Urban Kym im aargauischen Kaiseraugst in 138 Metern Tiefe ebenfalls auf Salz und gründet daraufhin die Saline Kaiseraugst. Es kommt zu einem Konkurrenzkampf in der Schweiz, welcher 1844 durch die Gründung der Saline Rheinfelden von Theophil L’Orsa verstärkt wird. Aufgrund des kleinen Salzvorkommens bei der Saline Kaiseraugst bohrt Johann Urban Kym 1844 erneut nach Salz, diesmal im Gebiet Riburg nahe seiner Heimatgemeinde Möhlin, wo er auch fündig wird.

### Die letzte Saline wird gegründet (1846 bis 1871)
In Rheinfelden beginnt 1846 sich das Bäderwesen durch die Erteilung einer Konzession für ein Soleheilbad zu entwickeln, welches Gebrauch von der Sole der Saline Rheinfelden macht. 1847 stellt Kym & Cie. die Saline Kaiseraugst ein, um 1848 die Saline Riburg in Rheinfelden an der Grenze zu Möhlin zu gründen. 1852 wird erstmals eine Dampfmaschine zur Tiefenbohrung in der Saline Schweizerhalle eingesetzt. Die kurz zuvor geschlossene Saline Kaiseraugst wird im Jahr 1865 durch eine neu gegründete Aktiengesellschaft reaktiviert. Unterdessen möchten in Möhlin Unternehmer aus dem Kanton Zürich eine fünfte Saline in der Region gründen, gegen die sich die Saline Riburg erfolgreich wehrt.

### Zusammenschluss zur Vereinigten Schweizerischen Rheinsalinen AG (1872 bis 1909)
Die drei Aargauer Salinen (Riburg, Rheinfelden und Kaiseraugst) schliessen sich 1874 zur Schweizerischen Rheinsalinen AG zusammen, erstmals wird der Name Schweizerische Rheinsalinen verwendet. Im Jahre 1875 wird die Bözbergbahn gebaut, wodurch die Salinen Riburg und Rheinfelden einen Bahnanschluss erhalten. Kurz vor der Jahrhundertwende mustert die Saline Riburg ihre Dampfmaschine aus, der elektrische Strom hält Einzug. In der Saline Schweizerhalle werden im Jahr 1900 dagegen neue Eindampfpfannen verwendet, um Kohle zu sparen. Im Jahr 1909 fusionieren schliesslich die Aargauer Salinen Riburg und Rheinfelden mit der Saline Schweizerhalle, es entsteht das noch heute bestehende Unternehmen, die Vereinigten Schweizerischen Rheinsalinen (heute Schweizer Salinen). Die vormals privaten Unternehmen bilden nun ein Unternehmen mit Beteiligung fast aller Kantone. Die Saline Kaiseraugst wird aufgrund der Fusion aufgegeben, das Gebäude abgerissen und vom Stausee der Staustufe Augst/Wyhlen geflutet.

### Kohleengpass durch den Zweiten Weltkrieg (1910 bis 1941)
In der Saline Schweizerhalle wird 1922 dem Salz erstmals Iod beigefügt und der erste Lastwagen der Salinen wird angeschafft. 1925 folgt auch die Saline Riburg mit der Salzjodierung und zwischen den Rheinfelder Solbädern und der Saline Riburg wird eine pipelineartige Soleleitung fertiggestellt. Durch den Ausbruch des Zweiten Weltkriegs entsteht ein Kohleengpass. Die Saline Schweizerhalle baut daraufhin einen Elektrodampfkessel ein; in Riburg wird eine energiesparende, aber mit Kohle beheizte Verdampferanlage eingebaut.

### Schliessung der Saline Rheinfelden (1942 bis 1986)
Im Gegensatz zu den beiden anderen Betrieben werden in der Saline Rheinfelden keine Anpassungen aufgrund des Kohlemangels vorgenommen (z. B. Elektrifizierung). Stattdessen wird die Saline zu Gunsten der Saline Riburg stillgelegt. Bis 1952 wird das leerstehende Gebäude von der Schweizer Armee gebraucht. Die Dampflokomotive der Saline Riburg wird 1958 durch eine Diesellokomotive ersetzt. 1970 wird das leerstehende Areal der Saline Rheinfelden durch eine Wohnsiedlung überbaut und die Saline Riburg wird während drei Jahren gesamterneuert. So konnte im Jahr 1973 der damals grösste Einzelverdampfer von Europa eingeweiht werden. 1975 treten alle Schweizer Kantone ausser der Waadt durch ein interkantonales Konkordat als Aktionäre in das Unternehmen ein und decken so ihren Salzbedarf von den Rheinsalinen. Der Kanton Waadt wird durch das Salzbergwerk Bex mit Salz versorgt. In Schweizerhalle wird 1982 ein neues Verwaltungsgebäude gebaut, am gleichen Ort passiert 1986 die Brandkatastrophe des Chemie- und Pharmaunternehmens Sandoz, wodurch Schweizerhalle eine traurige Berühmtheit erlangte. In der Saline Riburg stürzt im selben Jahr eine Solungskaverne ein, weshalb die Hauptstrasse 7 zwischen Möhlin und Rheinfelden kurzzeitig unterbrochen werden muss.
Im Kanton Zürich wurde ab 1955 mit der Fluoridierung begonnen und 1983 schweizweit eingeführt.

### Die Rheinsalinen ab 1987

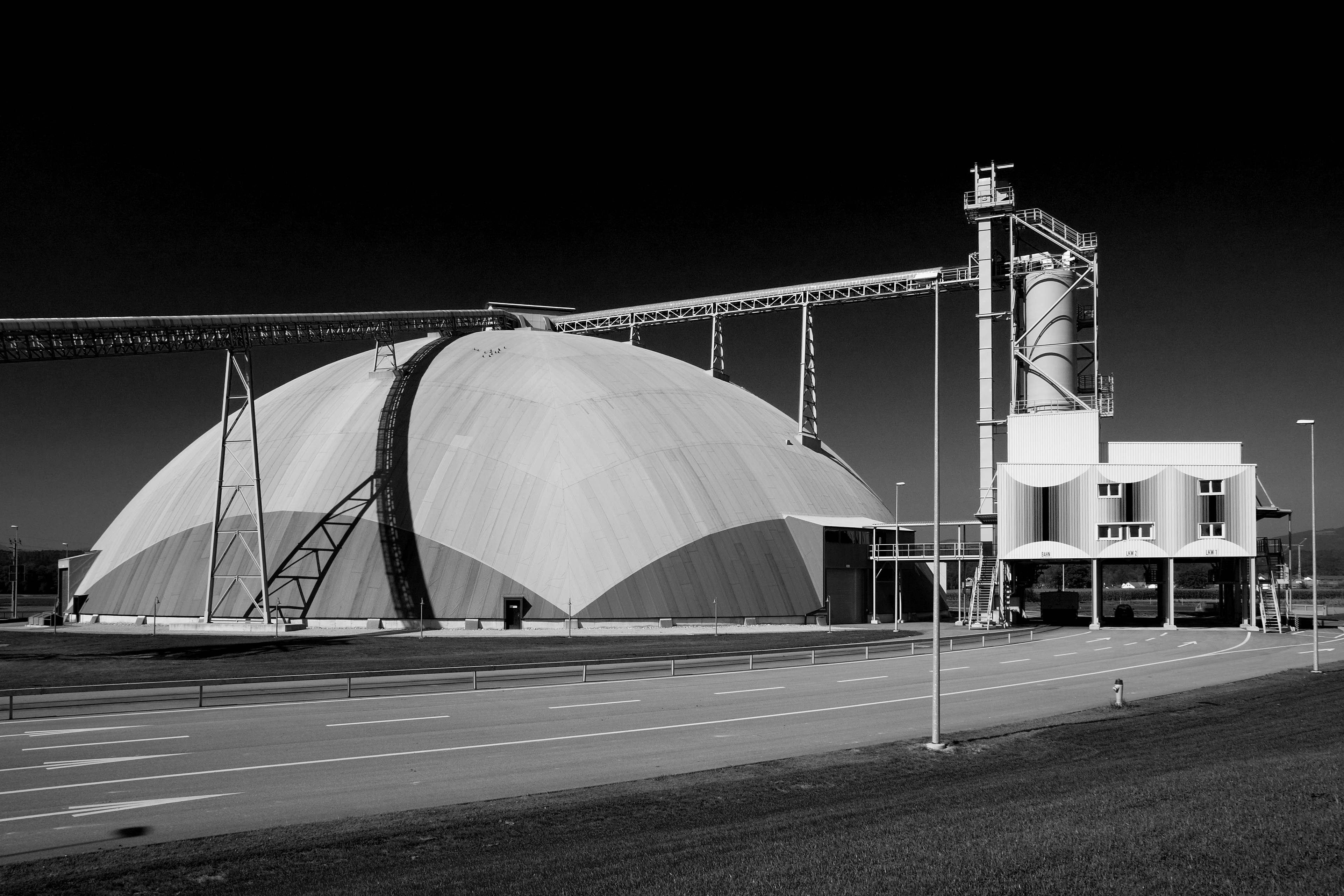
Das neue Salzlager Saldome

1990 trat das Fürstentum Liechtenstein dem Aktionariat der Schweizer Salinen bei. Zwischen 1991 und 1993 war die Saline Riburg wegen zu geringer Auslastung stillgelegt, auch ein Plan zur endgültigen Aufgabe wurde entwickelt. Die Schweizer Rheinsalinen mussten überdies im Jahr 1995 der Stadt Rheinfelden acht Millionen Franken Entschädigung für die mögliche Versalzung der Grundwasserversorgung durch den Kaverneneinbruch von 1986 zahlen. Die Saline der Firma Solvay Schweiz in Bad Zurzach wurde 1995 eingestellt, wodurch die Rheinsalinen ein weiteres Auftragsvolumen von 70'000 Tonnen Salz jährlich erhielten. Durch den Rekordwinter von 1999 und den damit verbundenen Mehrbedarf an Streusalz wurde das Jahr 1999 zum Rekordjahr für die Rheinsalinen. Trotz einer Menge von 505'000 Tonnen produziertem Salz entstand ein Engpass. Nach einem weiteren Engpass an Streusalz im Winter 2003 entschlossen sich die Rheinsalinen, eine weitere Lagerhalle zu bauen. Mit diesem neuen Saldome entstand der grösste Kuppelbau der Schweiz. Durch die Insolvenz der Solvay ging das gewonnene Auftragsvolumen von 70'000 Tonnen aus dem Jahr 1995 wieder verloren.

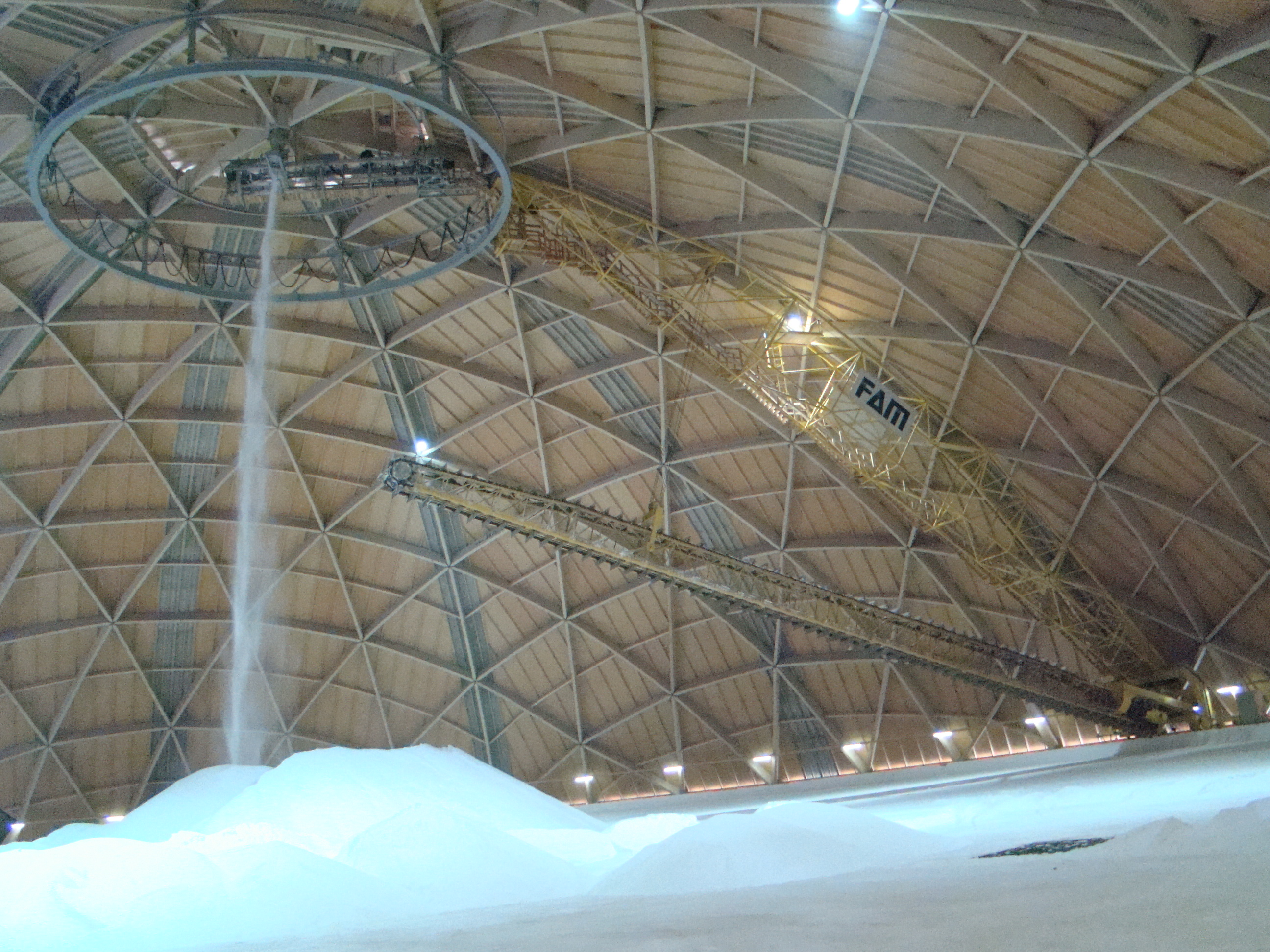
Der neue Saldome 2 von innen.

Im Jahr 2011 entschied die Schweizer Rheinsalinen AG, einen weiteren neuen Saldome zu bauen. Der «Saldome2», im Mai 2012 feierlich eröffnet, weist eine Lagerkapazität von deutlich über 100'000 Tonnen Auftausalz auf, bei einer Fläche von 11’300 Quadratmetern und einer Spannweite von 120 Metern. Damit ist er der grösste Holzkuppelbau Europas.
Im Juni 2020 wurden die Pläne für eine Salzförderung unter der Rütihard in Muttenz vorerst aufgegeben. Eine Interessengemeinschaft mit Unterstützung der Fondation Franz Weber hatte sich erfolgreich gegen die Pläne gewehrt.

## Aktive Salinen

### Saline Riburg

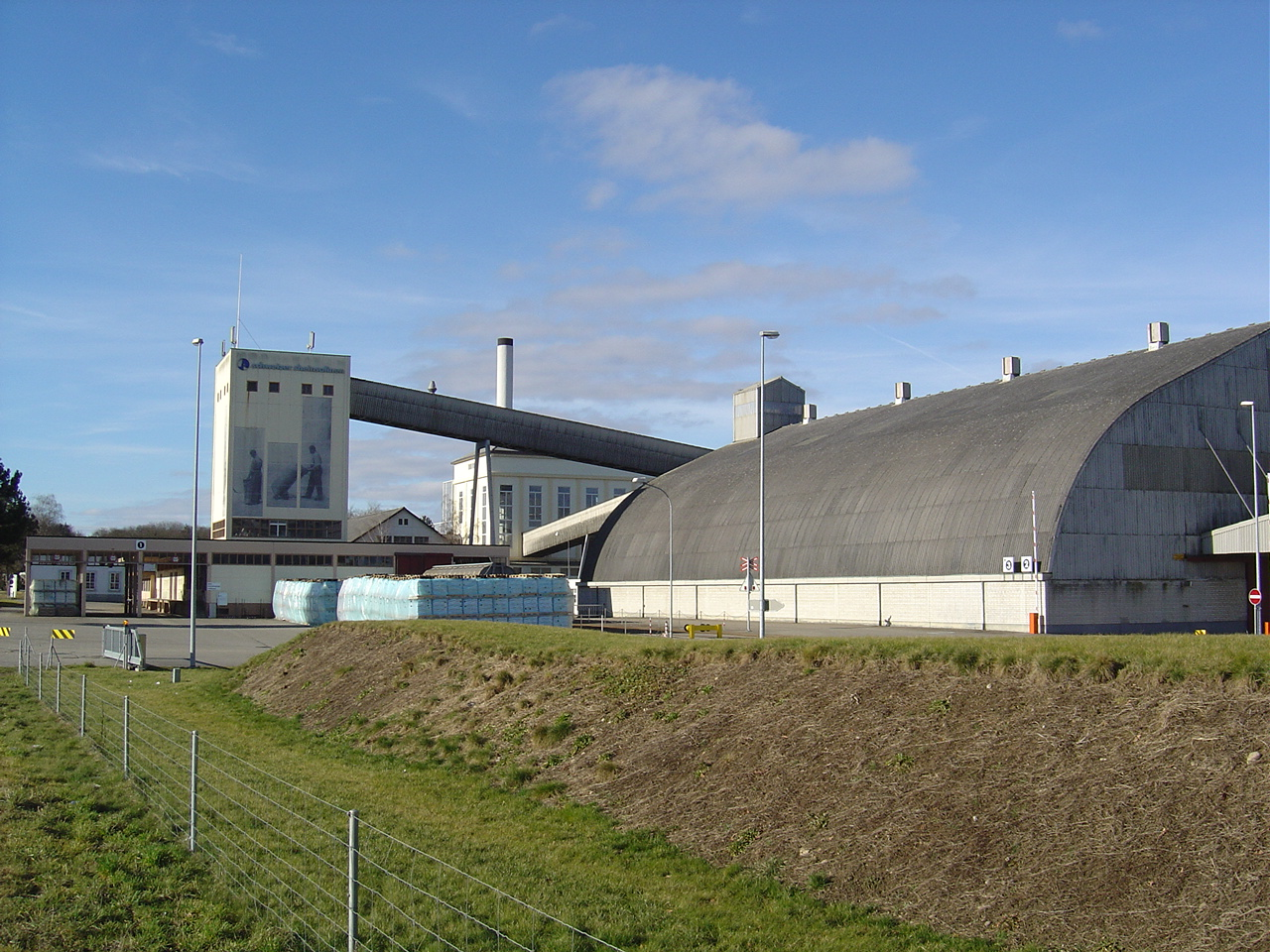
Einfahrtsbereich der Saline Riburg

Die Saline Riburg befindet sich im Industriegebiet Rheinfelden-Ost im westlichen Teil des Gebietes Riburg, direkt neben dem Ortseingang von Möhlin. Das Werk selber liegt auf Rheinfelder Gemeindegebiet; ein Teil der Bohrfelder mit den dazugehörigen Pipelines und Pumpstationen befindet sich jedoch auch auf Möhliner Boden. Erschlossen wird das Areal durch einen Anschluss an die Bözbergbahn über den Bahnhof Möhlin sowie durch einen Industriezubringer an die Anschlussstelle der A3 in Rheinfelden-Ost. Die Saline wurde nach erstmaligen Bohrungen im Jahr 1844 von Johann Urban Kym im Jahr 1848 von ihm gegründet. 1973 erfolgte ein Neubau der Anlage, welcher damals eine europaweite Pionierleistung war. Wegen mangelnder Auslastung stand die Saline 1990–1993 still; trotzdem wurde der Standort nicht aufgegeben. Die stündliche Salzproduktion der Saline beträgt etwa 54 Tonnen. Auf dem Areal der Saline befinden sich mehrere Produktionshallen (Siederei), ein Siloturm, drei Lagerhallen (darunter die Saldome) sowie zwei alte Salzbohrtürme.
Die Saline Riburg produziert hauptsächlich Auftau- und Gewerbesalz sowie Sole für die benachbarten Solebäder im Zentrum Rheinfeldens.
Da die Reserven in Riburg voraussichtlich 2027 zu Ende gehen werden, wird bereits nach neuen Standorten gesucht. 2018 hat die Saline Riburg fast 5900 Tonnen Chloride durch das Abwasser freigesetzt.

### Saline Schweizerhalle

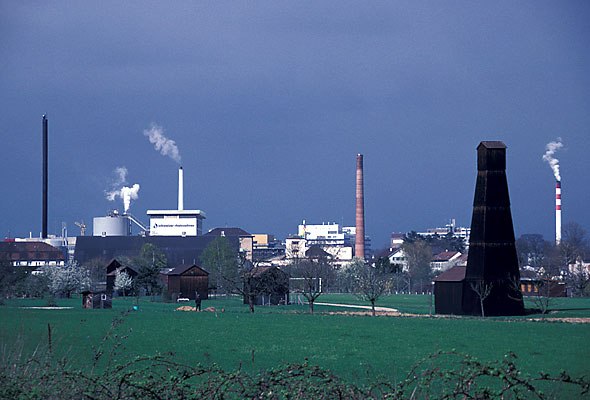
Salzbohrturm vor dem Gebiet Schweizerhalle. Im Hintergrund ist die Saline Schweizerhalle erkennbar.

Die Saline Schweizerhalle wurde am 7. Juni 1837 von Carl Christian Friedrich Glenck gegründet und ist damit die älteste Saline des Unternehmens. Nach ihr wurde das Industriegebiet Schweizerhalle benannt, Hall ist ein altes deutsches Wort für Saline und Salz. 1852 setzte die Saline die ersten Dampfmaschinen ein, gründete eine Betriebskrankenkasse und führte erstmals die Salzjodierung ein.
In der Saline Schweizerhalle befinden sich die Abfüllanlagen für Speisesalz, Landwirtschaftssalz und Badesalze. Bei der Saline ist der Hauptsitz der Schweizer Rheinsalinen und Die Salzkammer, ein Museum im ehemaligen Direktorenwohnhaus Villa Glenck, angesiedelt. Ein Bahnanschluss besteht über den Rangierbahnhof Muttenz.
Im Jahr 2018 betrug die Emission von Chloriden durch das Abwasser fast 4700 Tonnen.

### Saline Bex
Im Jahre 1680 entdeckte man das Salzvorkommen in Le Bévieux bei Bex und schon vier Jahre später wurden Stollen in den Berg getrieben, um das «weisse Gold» abzubauen. Bis zum 18. Jahrhundert wurde das Salz bergmännisch (trocken) abgebaut, seit dem 19. Jahrhundert wird der nasse Abbau angewendet, d. h. es wird Wasser in die Lager geleitet, um das Salz darin zu lösen. Die Sole wird hochgepumpt, das Wasser verdampft und das daraus gewonnene Salz wird gereinigt und aufbereitet. Mittlerweile durchzieht ein rund 50 Kilometer langes Labyrinth von Gängen und Schächten den Berg und die Salzmine fördert rund 10'000 Tonnen Salz pro Jahr. Die Saline de Bex SA wurde per 1. Januar 2021 mit der Schweizer Salinen AG fusioniert.

## Ehemalige Salinen

### Saline Rheinfelden
Die Saline Rheinfelden wurde 1844 von Theophil L’Orsa und Theodor Hoffmann-Merian im Osten Rheinfeldens gegründet. Die Saline besass einen Bahnanschluss, der eine Verlängerung des Anschlusses der Saline Riburg darstellte. Die Gleise sind immer noch vorhanden, sie werden vom Wald allerdings wieder zurück in Besitz genommen oder von der Waggonfabrik Josef Meyer als Abstellfläche gebraucht. Durch den Zweiten Weltkrieg und dem von ihm erzeugten Kohlemangel wurde die Saline aufgrund fehlender Elektrifizierung zu Gunsten der Saline Riburg 1942 stillgelegt. Das Areal wurde darauf bis 1952 von der Schweizer Armee verwendet, bis schliesslich 1970 das Areal verkauft wurde. Heute steht eine Wohnsiedlung am Standort, dessen Name «Alte Saline» und die Gleise im Wald an die ehemalige Saline erinnern.

### Saline Kaiseraugst
Die Saline Kaiseraugst wurde 1843 nach dem Fund von Johann Urban Kym im Jahre 1841 gegründet. Die Saline, welche direkt am Rhein lag, wurde allerdings schon 1847 aufgrund eines zu kleinem Salzvorkommens wieder geschlossen, Johann Urban Kym gründete darauf im Jahr 1848 die Saline Riburg bei seiner Heimatgemeinde Möhlin. Die fünf Siedepfannen der Saline Kaiseraugst wurden darauf in die Saline Riburg verlegt. 1865 wird die Saline durch die neu gegründete «Neue Saline Kaiseraugst AG» mit zwei neuangeschafften Siedepfannen wiedereröffnet. Nach der Fusion zu der Vereinigten Schweizer Rheinsalinen AG fiel die Saline dem Stausee des Kraftwerks Augst-Wyhlen endgültig zum Opfer.

## Salzregal und Konkordatsvertrag
Alle Schweizer Kantone besitzen das Salzregal, das Monopol auf den Salzhandel innerhalb des Kantones. Vom Salzregal betroffen sind alle Produkte, welche einen Salzanteil von über 30 % besitzen sowie Lösungen mit einem Anteil von über 18 %. Durch das Salzregal können alle salzhaltigen Produkte, ähnlich wie beim Benzin, vom Kanton besteuert werden. Dieses Salzregal delegieren heute alle Kantone durch die Interkantonale Vereinbarung über den Salzverkauf in der Schweiz vom 22. November 1973 an die Schweizer Salinen; der Kanton Waadt schloss sich 2014 als letzter Kanton dem Vertrag an. Sie sind somit das einzige Unternehmen, welches in der Schweiz mit Salz handeln darf. Zudem erheben die Schweizer Salinen ebenfalls im Auftrag der Kantone Steuern. 1990 wurde das Fürstentum Liechtenstein als Aktionär in die Aktiengesellschaft aufgenommen. Durch den Beitritt Liechtensteins zum Europäischen Wirtschaftsraum nimmt der Kleinstaat eine Sonderrolle ein: Hier existieren das Salzregal und der europäische Binnenmarkt nebeneinander.
Das Salzregal stand in letzter Zeit vermehrt unter Kritik, vor allem bei Gemeinden, welche für das Auftausalz aufkommen müssen. Gründe dafür sind die höheren Kosten für Auftausalz als im Ausland und die Lieferengpässe in den Wintern von 1999 und 2003, bei denen die damaligen Schweizer Rheinsalinen selber Salz aus dem Ausland importieren mussten, um den Auftausalzbedarf der Schweiz sicherzustellen. Der Bund könnte eine Abschaffung mit einer Umformulierung von Artikel Art. 94 der Bundesverfassung erreichen; die Kantone könnten aber auch von sich aus auf das Monopol verzichten. Als Aktionäre der Schweizer Salinen und durch die Steuereinnahmen zeigen die Kantone allerdings kein Interesse an einem Verzicht auf das Monopol.
An der ausserordentlichen Generalversammlung vom 9. Dezember 2022 wurde der Verwaltungsrat von 27 Mitgliedern auf neun verkleinert. Regierungsrätinnen und Regierungsräte sind dort grundsätzlich nicht mehr vertreten. Die jeweiligen Finanzdirektoren der Regierungsräte wurden alle zwei Jahre auf eine Verwaltungsratsreise eingeladen. Daneben wurde ihnen Sitzungsgelder ausbezahlt, welche wegen ihrer Höhe kritisiert wurden.
Vorteile des Salzregals sind, dass alle Regionen und Gebiete ihr Salz zum gleichen Preis und zu gleichen Konditionen erhalten. Verbunden mit der Versorgungs- und Lagerhaltungspflicht ist speziell im Winterdienst die schnelle Verfügbarkeit von Auftausalz auch in peripheren Regionen jederzeit gewährleistet. Zudem profitieren die Kantone durch die zusätzliche Einnahmequelle.

## Salzgewinnungsverfahren

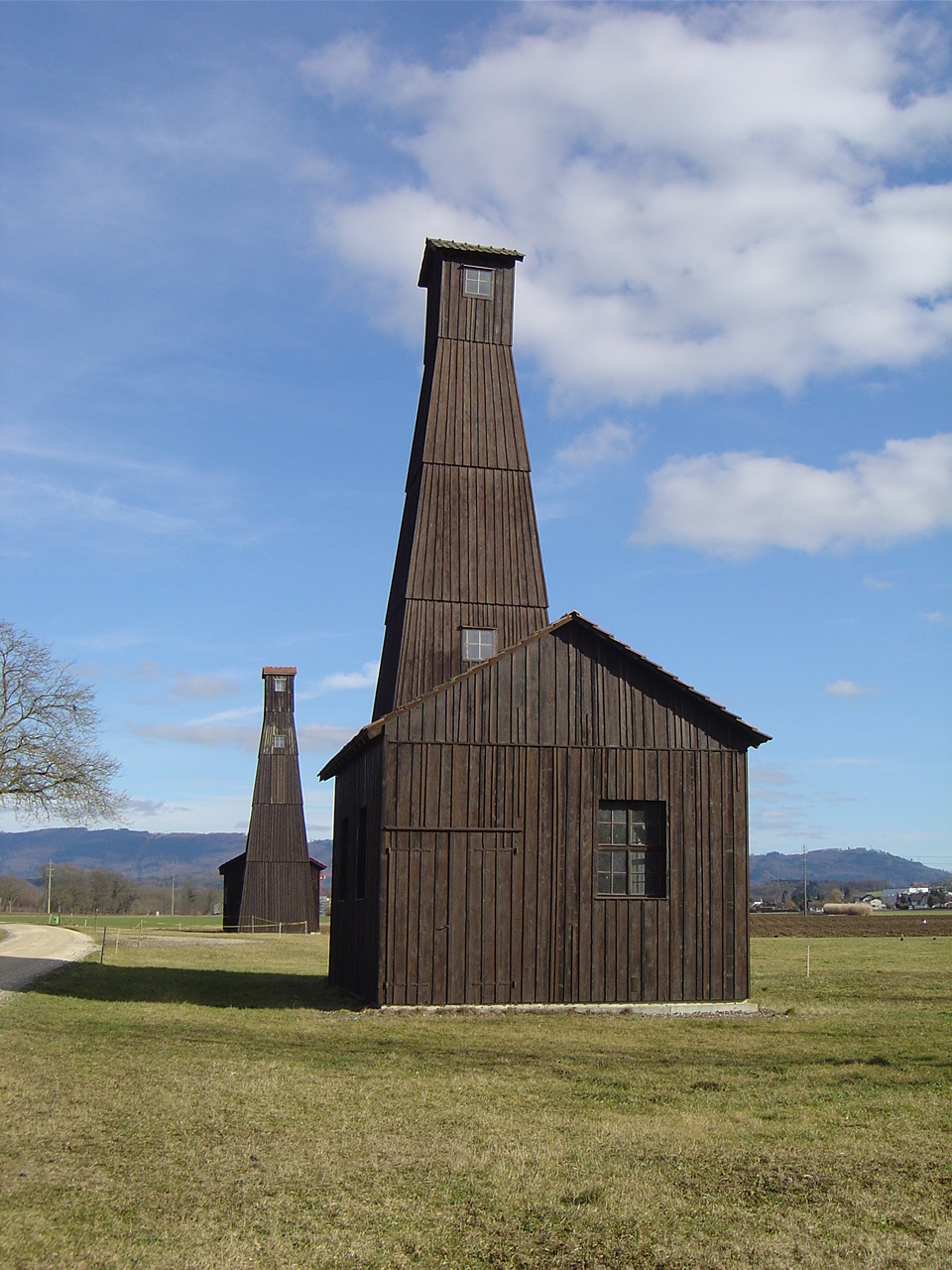
Stillgelegte Bohrtürme der Saline Riburg in Rheinfelden …

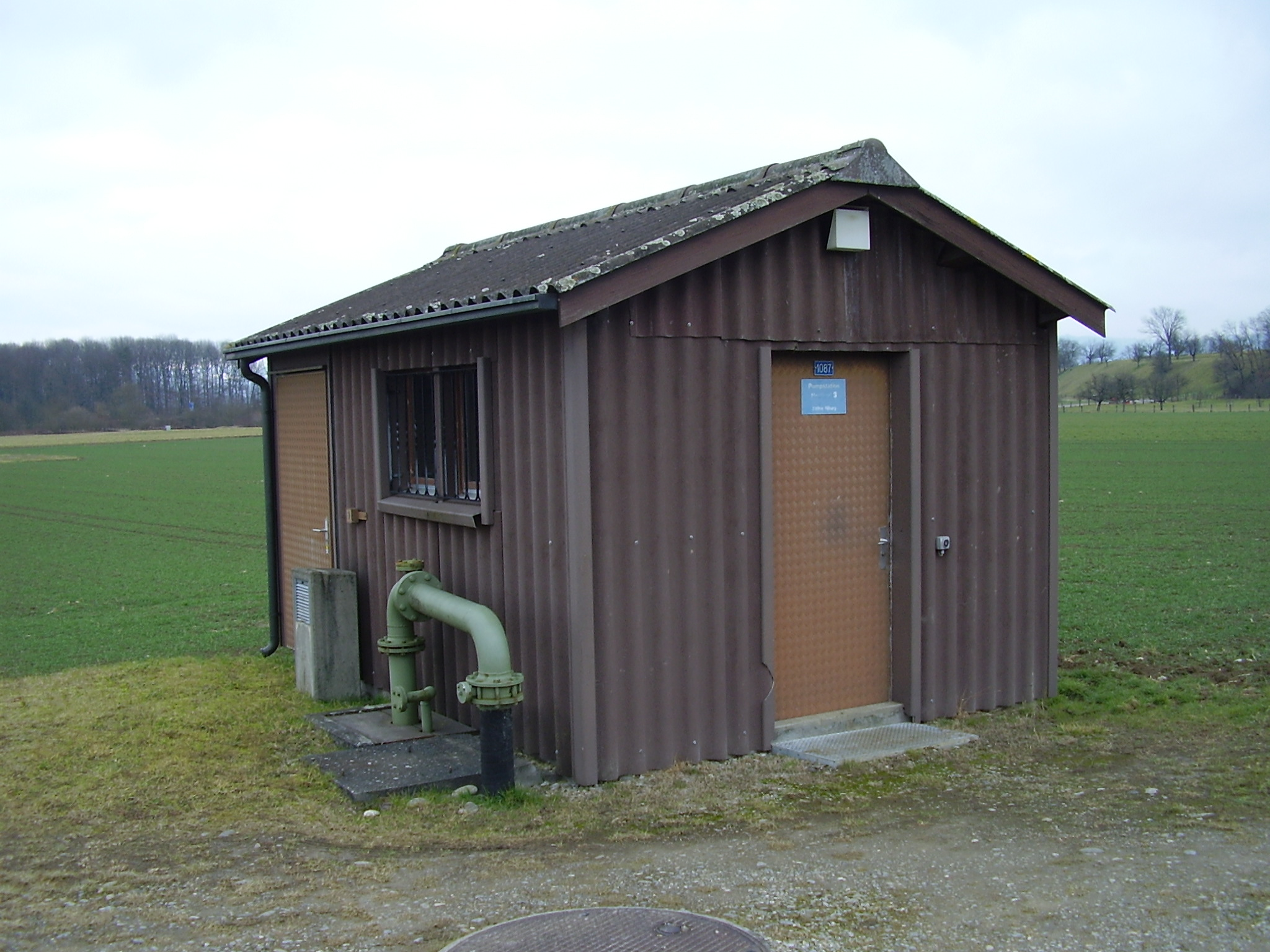
… und ein heutiges Pumphäuschen der Saline Riburg in Möhlin.

Die Schweizer Salinen haben nur Siedesalinen, welche die solende Gewinnung anwenden. Hierbei wird Süsswasser durch ein Bohrloch in das Salzlager gepumpt. Das Wasser bildet unter Tage eine trichterförmige Kaverne aus Sole. Sobald die Sole genügend gesättigt ist, wird sie durch eine zweite Röhre im Bohrloch wieder abgepumpt. Über Tage wird die Sole in den Salinen gereinigt und das Salz durch Verdampfung der Sole auskristallisiert. Im Gegensatz zu den Bohrtürmen von früher sind die heutigen Bohrlöcher als eher unauffällige Häuschen verkleidet, welche mit Pipelines mit den Salinen verbunden sind. Zahlreiche Häuschen kommen zum Beispiel zwischen Rheinfelden und Möhlin vor.

## Bedeutung für die Nordwestschweiz

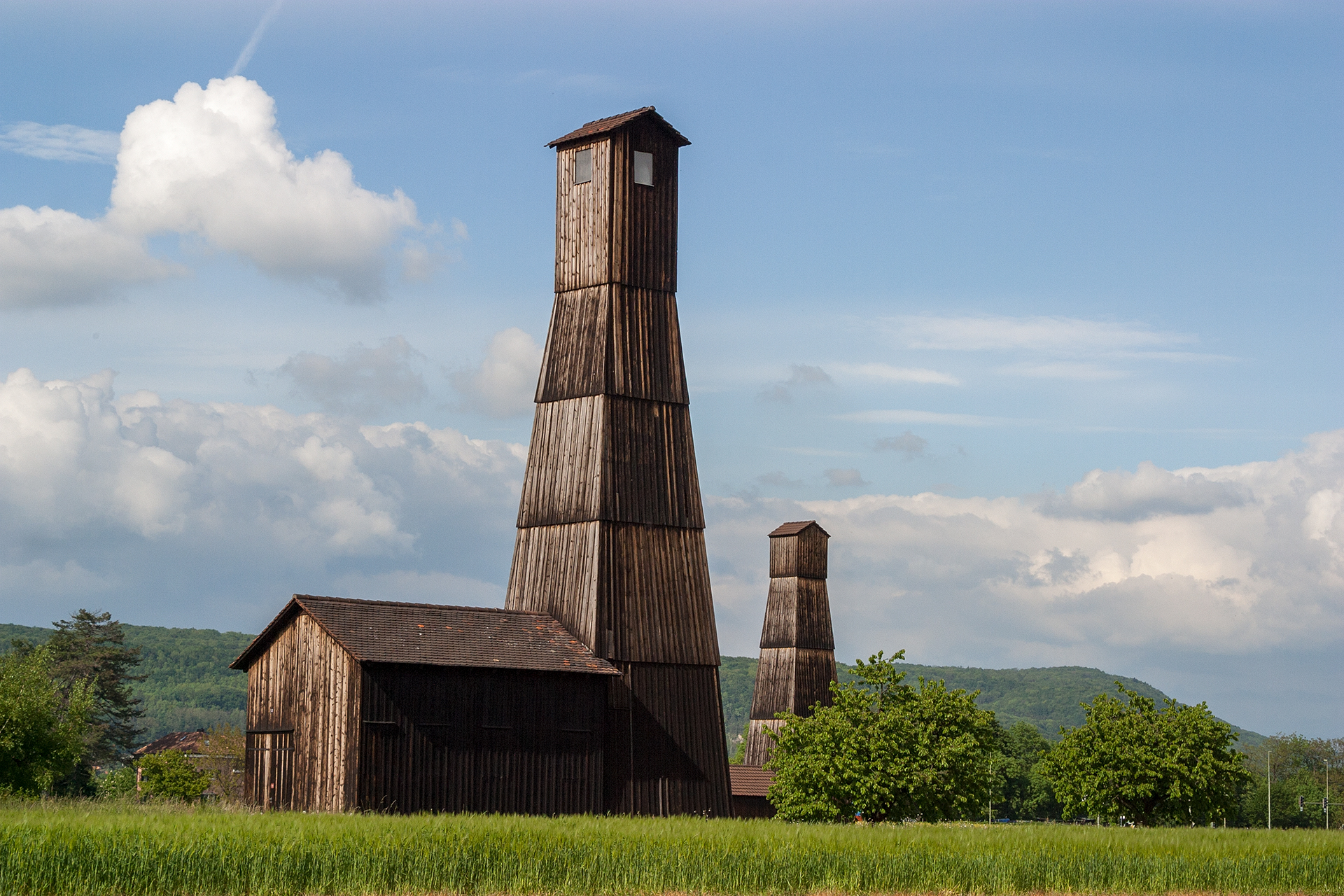
Bohrtürme bei Schweizerhalle

Durch die Salinen schaffte auch die Nordwestschweiz den wirtschaftlichen Aufschwung. So siedelten sich kurz nach der Gründung der Saline Schweizerhalle zahlreiche chemische Industriebetriebe rund um die Saline an, welche Salz als Rohstoff und Ausgangsprodukte für ihre Erzeugnisse brauchten. Die chemische Industrie, welche heute langsam von der Pharmabranche abgelöst wird, machte das Gebiet Schweizerhalle zu einem der grössten und wichtigsten Industriegebiete der Schweiz. Durch den Wechsel von der Chemie- zur Pharmabranche verliert das Salz an Bedeutung, allerdings wird Salz auch zur Medikamentenherstellung gebraucht.
Des Weiteren sind die Saline Riburg und die ehemalige Saline Rheinfelden von grosser Bedeutung für die Stadt Rheinfelden. Durch sie entwickelte sich Rheinfelden zu einem weltbekannten Kurort, bis der Erste Weltkrieg den Tourismus und das Bäderwesen auch in Rheinfelden zum Einsturz brachte. Zeugen dieser Epoche sind der alte «Kurpark» am Rhein (einst den wohlhabenden Gästen vorbehalten) und das 1868 gegründete, 1871 eröffnete, denkmalgeschützte, aber 1981 vollständig abgebrannte «Hôtel des Salines». Heute gewinnt der Tourismus wieder an Bedeutung, vor allem durch Umbau des Kurzentrums und dem Wellnessboom kommen vermehrt Hotel- und Tagesgäste nach Rheinfelden.
Symbolisch für den wichtigen Einfluss der Salzindustrie befinden sich in der Ebene vor Schweizerhalle, in Riburg sowie im Kurpark von Rheinfelden noch alte, hölzerne Salzbohrtürme.

## Produkte

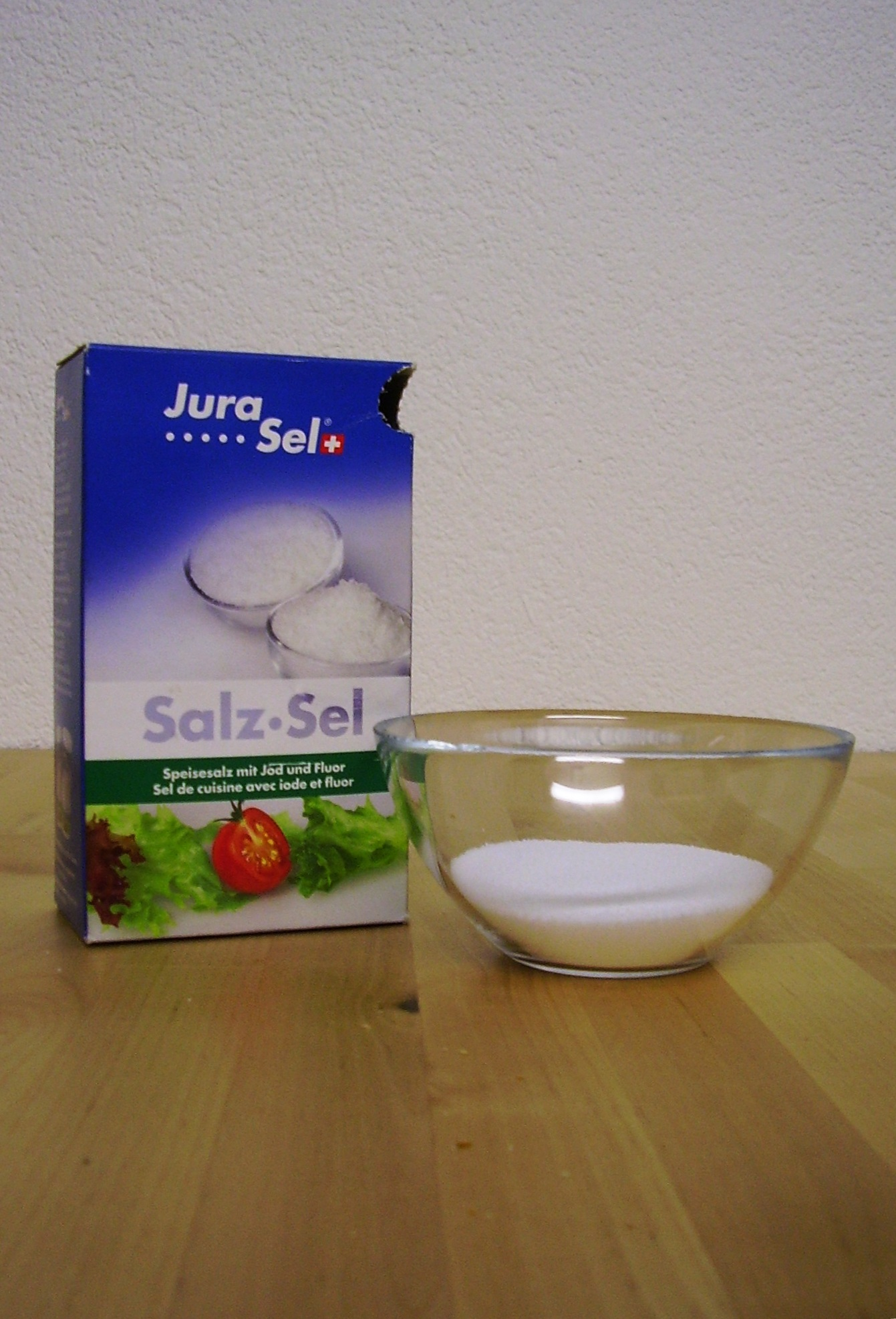
Eine Packung der Speisesalzmarke JuraSel.

Das Speisesalz der Schweizer Salinen ist in der Schweiz vor allem unter den Marken JuraSel und Sel des Âlpes bekannt. Der Speisesalzanteil liegt bei ca. 9 % der Gesamtproduktion. Im Winter stellen die Schweizer Salinen den Bedarf an Auftausalzen sicher, die einen Anteil von 20 % bis 45 % ausmachen. Teilweise noch vor den Speise- und Streusalze stellen die Gewerbe- und Industriesalze einen Anteil von 20 % bis 25 %. Gewerbesalze werden vor allem in der chemischen Industrie eingesetzt. Die Aufspaltung von Salz in Chlor und Natrium stellt hierbei die Grundlage von zahlreichen Produkten dar, wie Farbstoffe, Glas, Reinigungsmittel, Backpulver und Medikamenten.
Weitere Produkte der Schweizer Salinen sind Landwirtschaftssalze (5 %), Regeneriersalze (bekannt als ReoSal, 8 %), Pharmasalze und Badesalze (3 %). Zudem werden an die Solbäder in Rheinfelden sowie an das Laguna in Weil am Rhein (Deutschland) frische Sole aus dem Erdreich geliefert.